# Уэлин-Гарден-Сити
Уэлин-Гарден-Сити (англ. Welwyn Garden City, ранее Уэлин, англ. Welwyn/ˈwɛlɪn/) — город в Великобритании в районе Уэлин-Хатфилд графства Хартфордшир (Англия), на расстоянии примерно 32 км от центра Лондона. Уэлин-Гарден-Сити стал вторым городом-садом в Великобритании. Город входит в Зелёный пояс Лондона.

## История
Уэлин-Гарден-Сити был основан в 1920 году сэром Эбенизером Говардом, после его предыдущего эксперимента в городе Летчуэрт. Говард призвал к созданию проектируемых городков, которые должны были объединить преимущества города и деревни, чтобы избежать недостатков обоих.

## Климат
Согласно классификации климатов Кёппена в Уэлин-Гарден-Сити морской климат, такой же, как и в большинстве регионов Великобритании.
| Показатель                    | Янв. | Фев. | Март | Апр. | Май  | Июнь | Июль | Авг. | Сен. | Окт. | Нояб. | Дек. | Год   |
| ----------------------------- | ---- | ---- | ---- | ---- | ---- | ---- | ---- | ---- | ---- | ---- | ----- | ---- | ----- |
| Средний суточный максимум, °C | 8    | 9    | 12   | 14   | 18   | 21   | 23   | 23   | 20   | 16   | 11    | 8    | 15    |
| Средний суточный минимум, °C  | 5    | 5    | 6    | 8    | 10   | 13   | 15   | 16   | 13   | 11   | 8     | 5    | 10    |
| Норма осадков, мм             | 50,7 | 39,9 | 31,7 | 46,2 | 38,9 | 46,4 | 33,1 | 43,6 | 49,7 | 70,7 | 58,1  | 56,9 | 565,9 |
| Источник: метеоданные региона |      |      |      |      |      |      |      |      |      |      |       |      |       |

## Уэлин-Гарден-Сити в культуре
- Типа крутые легавые (2007) — Некоторые сцены снимались в городе[3].
- Армагеддец (2013) — Некоторые сцены снимались в городе[4].

## Галерея

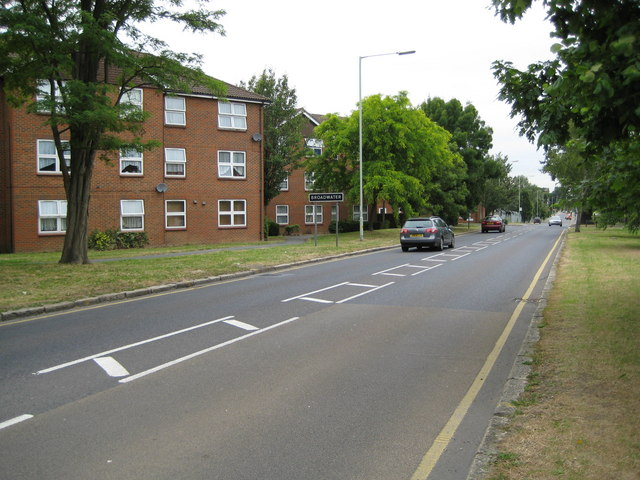
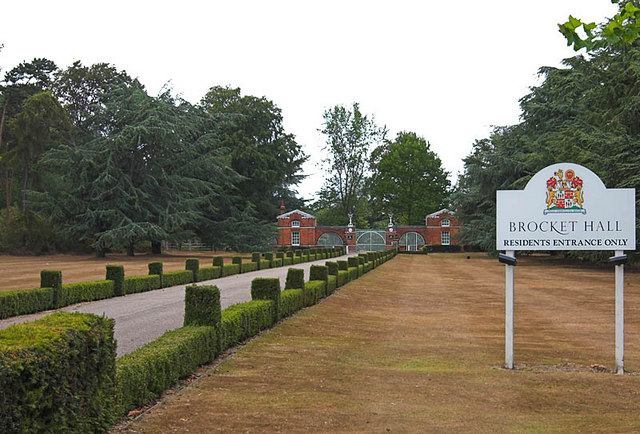
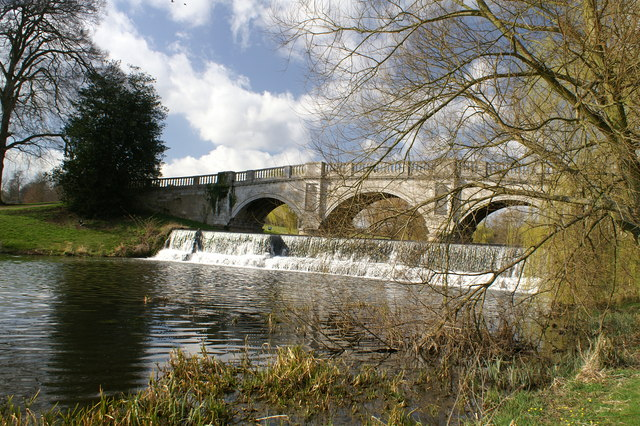
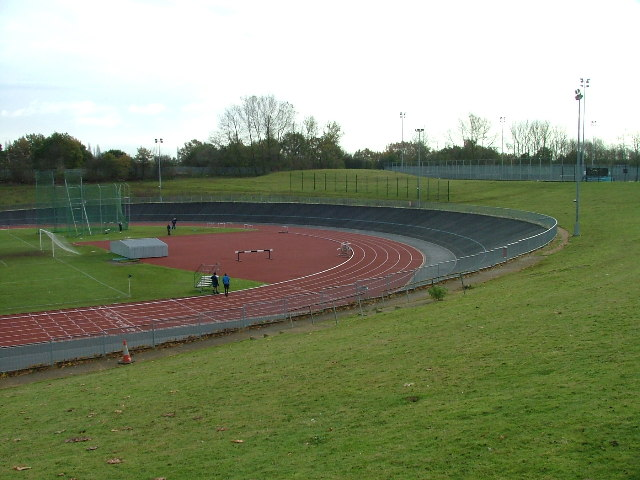
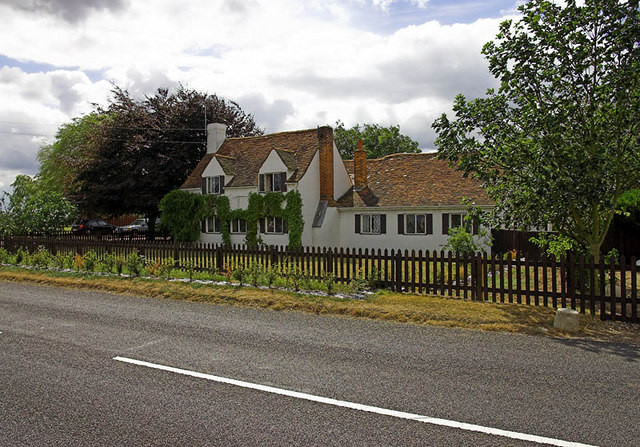